# Бијели јоргован
„Бијели јоргован” је југословенски ТВ филм из 1977. године. Режирао га је Петар Вецек који је написао и сценарио.

## Улоге
| Глумац         | Улога |
| -------------- | ----- |
| Ервина Драгман |       |
| Фрањо Мајетић  |       |